# جائحة فيروس كورونا في سان مارتين
توثق هذه المقالة آثار جائحة فيروس كورونا 2019–20 في سان مارتين، أحد أقاليم ما وراء البحار الفرنسية، وقد لا تتضمن جميع الاستجابات والإجراءات الرئيسية حتى الآن.

## خلفية
في 12 يناير 2020، أكدت منظمة الصحة العالمية عن ظهور فيروس كورونا المستجد كسبب للمرض التنفسي الذي أصاب مجموعة من الأشخاص في مدينة ووهان، مقاطعة خوبي، الصين، إذ أُبلغ عنهم إلى منظمة الصحة العالمية في 31 ديسمبر 2019. كانت نسبة الوفيات بين الحالات المُشخصة بكوفيد-19 أقل بكثير من جائحة فيروس سارس في عام 2003، لكن انتقال العدوى كان أكبر، والوفيات أيضًا.

## الجدول الزمني
شخص زوجان من الجزء الفرنسي من جزيرة سانت مارتن بالإصابة في 1 مارس 2020. وكان اختبار ابنهما، الذي يعيش في جزيرة سان بارتيلمي المجاورة، إيجابيًا أيضًا.
كشفت رئيسة وزراء سينت مارتن (الجزء الهولندي من الجزيرة) سيلفريا ياكوبس [الإنجليزية] يوم الأربعاء 11 مارس 2020 أن قيود السفر التي أصدرتها حكومة سانت مارتن قد زادت الآن من 14 إلى 21 يومًا. واجتمع مركز عمليات الطوارئ في اليوم التالي وعقد اجتماعا مع أعضاء البرلمان لتزويدهم بمعلومات مستكملة عن الاستعدادات الوطنية لمواجهة الفيروس. وقالت سيلفريا ياكوبس إن منظمة الصحة العالمية أعلنت يوم الأربعاء أن الفيروس التاجي هو جائحة دولية الآن. ويدعو هذا الإعلان جميع البلدان إلى تسريع إجراءات الاستجابة والاحتواء والاستعداد لاتخاذ أي تدابير إضافية مطلوبة لحماية الصحة العامة.